# Distrito de Frisia
El distrito de Frisia (en alemán: Landkreis Friesland) es un distrito rural ubicado en el noroeste del estado federal de Baja Sajonia (Alemania). Al oeste limita con el distrito de Wittmund, al norte tiene como frontera natural la costa del Wattenmeer del mar del Norte. Al este se encuentra el río Jade y Jadebusen y entre ellos se encuentra la ciudad de Wilhelmshaven. Al sur se encuentra el distrito de Wesermarsch, Ammerland y Leer. Al distrito pertenece también la isla frisia oriental de Wangerooge.

## Geografía
El distrito de Frisia se encuentra al este de la región histórica Frisia oriental (Ostfriesland), la región está unida a históricamente al concepto "Frisia" (Friesland).

## Composición del distrito
Einheitsgemeinden
| 1. Bockhorn (8.746) 2. Jever, Stadt (13.915) 3. Sande (9.447) 4. Schortens, Stadt, Selbständige Gemeinde (21.224) 5. Varel, Stadt, Selbständige Gemeinde (25.186) 6. Wangerland (10.210) 7. Wangerooge, Nordseebad (1.025) 8. Zetel (11.788) |